# Ацтекасо
Футбольний матч Мексика — Коста-Рика, що відбувся 16 червня 2001 року в Мехіко на стадіоні «Ацтека» і став відомим як «Ацтекасо» (ісп. Aztecazo) — гра четвертого ігрового дня фінального раунду відбору на чемпіонат світу 2002 року в зоні КОНКАКАФ. Обидві збірні підійшли до турніру з 4 очками, програвши в гостях збірній США. За словами журналіста Арнольдо Рівера з коста-риканської газети La Nación, цей матч був критично важливим для обох команд.
Збірна Коста-Рики пропустила у першому таймі гол, який забив головою Хосе Мануель Абундіс, однак у другому таймі зуміла зрівняти рахунок і вирвати перемогу. Голи за Коста-Рику забили Роландо Фонсека і Ернан Медфорд. Вперше в історії Мексика програла матч відбіркового турніру до чемпіонату світу на «Ацтеці», і цей матч увійшов в історію як «Ацтекасо» (назву запропонувала газета «La Nación»). Завдяки цій перемозі Коста-Рика посіла 1-е місце у фінальному раунді з 23 очками і кваліфікувалася на чемпіонат світу. Мексика незабаром програла Гондурасу і змушена була відправити у відставку тренера Енріке Меса, але вийшла на чемпіонат світу з 2-го місця, перемігши в матчі Гондурас на «Ацтеці».

## Передісторія

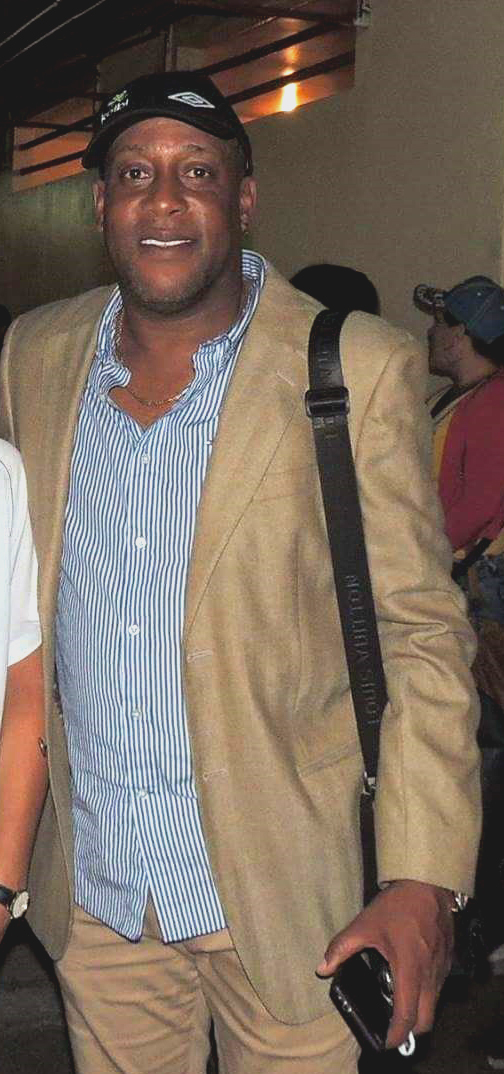
Ернан Медфорд, який забив переможний гол

До цього матчу збірна Мексики не зазнавала поразок у офіційних матчах відбіркових турнірів до чемпіонату світу на стадіоні «Ацтека», хоча в товариських зустрічах програвала збірним Угорщини, Бразилії, Італії, Перу, Чилі та Іспанії з 1967 по 1981 роки. Попередня зустріч між збірними відбулася 9 листопада 1997 року в рамках відбору на чемпіонат світу у Франції і завершилася з рахунком 3:3, що не дозволило Коста-Риці вийти на чемпіонат світу.
До матчу обидві команди підійшли з 4 очками в активі за підсумками трьох турів: таблицю очолювала збірна США, яка перемогла вдома обидві команди. Коста-Рика зіграла внічию з Уругваєм у Сан-Хосе і перемогла Тринідад і Тобаго в Алахуелі, а мексиканці зіграли внічию з тринідадцями в Порт-оф-Спейн і перемогли Ямайку в Мехіко на «Ацтеці». Однак обидві збірні були морально пригнічені через провалені турніри: на Кубку націй Центральної Америки Коста-Рика програла його переможцю, Гватемалі, а Мексика зазнала невдачі на Кубку конфедерацій 2001 і програла Англії 0:4 у товариському матчі.
За кілька днів до матчу коста-риканський гравець Ернан Медфорд заявив, що Мексика не є «гігантом КОНКАКАФ» і не може бути непереможною командою, у відповідь на що Рафаель Маркес заявив, що команди говорять на полі, а не поза полем, і пообіцяв перевірити істинність слів Медфорда. Хоакін дель Ольмо висловив своє невдоволення Медфордом, який, за його словами, вже набрид своїми висловлюваннями всій Мексиці, у відповідь на що Медфорд заявив, що не збирається вступати в скандали і не буде більш м'яким у висловлюваннях.

## Хід гри

### Перший тайм
На 7-й хвилині Мексика забила перший гол: подача Віктора Руїса завершилася точним ударом головою Хосе Мануеля Абундиса, який перестрибнув Хільберто Мартінеса і вразив володіння Еріка Лонніса. Святкуючи свій гол, Абундіс зняв футболку, показавши майку з написом «Професор Меса, ми з Вами» (ісп. Profe Meza, estamos con usted) в підтримку тренера збірної Енріке Меса. Протягом першого тайму збірна Коста-Рики грала вкрай слабо в обороні, не допомагаючи своєму воротареві. Гольовий момент був у Пауло Ванчопе, але його удар взяв Освальдо Санчес. Журналіст Арнольдо Рівера критикував збірну за те, що вони не допомагали Ванчопе в атаці. На 40-ій хвилині на поле вийшов Роландо Фонсека замість Родріго Кордеро.

### Другий тайм
На 52-й хвилині мексиканці випустили на поле Сезарео Вікторіно, який став створювати більше моментів для Мексики, але його прикривали захисники Луїс Марін і Хільберто Мартінес. У другому таймі став активним у костариканців півзахисник Вільмер Лопес, якого назвали «свічкою запалення» в команді. На поле вийшов на 59-й хвилині Вільям Сансінг замість Карлоса Кастро Мори, чия швидкість змусила мексиканця Дуїліо Давіно зрештою сфолити проти Сансінга перед штрафним. Роландо Фонсека пробив його на 72-й хвилині, та після його удару правою ногою рахунок зрівнявся.
На 80-й хвилині замість Пауло Ванчопе вийшов Ернан Медфорд. На 86-й хвилині Фонсека несподівано пробив правою ногою з дальньої дистанції, і хоча цей удар відбив Освальдо Санчес, але на добиванні першим виявився Медфорд, який забив другий гол Коста-Рики. Тільки 16 березня 2017 року арбітр з Гватемали Карлос Батрес, який судив цей матч, визнав, що Медфорд перебував в офсайді і що гол не можна було зараховувати. На останніх хвилинах Ерік Лонніс відбив небезпечний удар мексиканців і зберіг переможний рахунок для своєї команди.

### Подробиці матчу
| 16 червня 2001 12:00 (UTC-5) |

| Мексика                 | 1–2      | Коста-Рика                            |
| ----------------------- | -------- | ------------------------------------- |
| Хосе Мануель Абундіс 7' | Протокол | 72' Роландо Фонсека 86' Ернан Медфорд |

| «Ацтека», Мехіко Глядачів: 60,000 Арбітр: Карлос Батрес |

| Мексика | Коста-Рика |

| ВР          | 24 | Освальдо Санчес        |     |     |
| ЗХ          | 2  | Клаудіо Суарес         |     |     |
| ЗХ          | 5  | Дуїліо Давіно          | 61' |     |
| ЗХ          | 13 | Павел Пардо            | 26' |     |
| ЗХ          | 18 | Сальвадор Хосе Кармона | 64' |     |
| ПЗ          | 6  | Марко Антоніо Руїс     |     | 67' |
| ПЗ          | 14 | Хоакін дель Ольмо      |     | 75' |
| ПЗ          | 19 | Мігель Сепеда          |     | 52' |
| ПЗ          | 20 | Віктор Руїс            |     |     |
| НП          | 9  | Хосе Мануель Абундіс   |     |     |
| НП          | 15 | Луїс Ернандес          |     |     |
| Заміни:     |    |                        |     |     |
| ВР          | 1  | Хорхе Кампос           |     |     |
| ЗХ          | 3  | Серхіо Альмагер        |     |     |
| ПЗ          | 8  | Херардо Торрадо        |     |     |
| НП          | 11 | Даніель Осорно         |     | 67' |
| НП          | 17 | Франсіско Паленсія     |     | 75' |
| ПЗ          | 21 | Сесарео Вікторіно      |     | 52' |
| НП          | 23 | Харед Борхетті         |     |     |
| Тренер:     |    |                        |     |     |
| Енріке Меса |    |                        |     |     |

| ВР                  | 1  | Ерік Лонніс        |     |     |
| ЗХ                  | 2  | Джервіс Драммонд   |     |     |
| ЗХ                  | 3  | Луїс Марін         | 62' |     |
| ЗХ                  | 5  | Хільберто Мартінес |     |     |
| ЗХ                  | 21 | Рейнальдо Паркс    |     |     |
| ЗХ                  | 22 | Карлос Кастро      | 28' | 59' |
| ПЗ                  | 6  | Вільмер Лопес      |     |     |
| ПЗ                  | 8  | Маурісіо Соліс     | 55' |     |
| ПЗ                  | 19 | Родріго Кордеро    | 40' |     |
| НП                  | 9  | Пауло Ванчопе      | 64' | 80' |
| НП                  | 16 | Стівен Брайс       |     |     |
| Заміни:             |    |                    |     |     |
| НП                  | 7  | Роландо Фонсека    |     | 40' |
| ПЗ                  | 10 | Вальтер Сентено    |     |     |
| ЗХ                  | 14 | Остін Беррі        |     |     |
| ЗХ                  | 15 | Гарольд Воллес     |     |     |
| НП                  | 17 | Ернан Медфорд      |     | 80' |
| ВР                  | 18 | Лестер Морган      |     |     |
| НП                  | 20 | Вільям Сансінг     |     | 59' |
| Тренер:             |    |                    |     |     |
| Алешандре Гімарайнс |    |                    |     |     |

## Реакція

### Гравці і тренери
За право взяти інтерв'ю у героя матчу Ернана Медфорда боролися багато газет США, Мексики і Коста-Рики, що коста-риканська газета «La Nación» назвала також «запеклою боротьбою». Медфорд назвав цей матч історичним результатом і подякував тренеру збірної Алешандре Гімарайнсу: завдяки гольовому пасу в 1990 році на матчі чемпіонату світу в Італії Медфорд забив гол у ворота збірної Швеції, а через 11 років надав відповідну послугу і допоміг збірній здобути важливу перемогу в історії футболу — вперше обіграти Мексику в офіційному матчі на «Ацтеці». Алешандре Гімарайнс назвав цю перемогу своїм найбільшим тріумфом за всю кар'єру гравця і тренера і відзначив, що команда домоглася подібної перемоги завдяки своїм бажанням і майстерності.
До спокою закликав Вільмер Лопес, зазначивши, що незважаючи на історичну перемогу і радість від неї, команда ще не пройшла до кінця всю кваліфікацію. Автор першого голу Роландо Фонсека жартома перефразував передматчеве висловлювання Ернана Медфорда, сказавши, що Мексика більше не є великою футбольною державою і «батьківщиною томатів», а «великим може бути тільки Господь». Нападник Пауло Ванчопе висловив подяку всім коста-риканцям, які вірили у збірну. Джервіс Драммонд висловив важливість перемоги над Мексикою в боротьбі за поїздку на чемпіонат світу, оскільки команда в цьому матчі не опускала руки і зуміла впоратися з проблемами після швидкого голу. Нарешті, Ерік Лонніс описав свій сейв в кінці матчу: «Я побачив, як м'яч падав, і вирішив виставити руку. Моя позиція допомогла мені відбити удар і зберегти результат».
Тренер мексиканців Енріке Меса визнав закономірність перемоги Коста-Рики, яка виглядала набагато краще, а також визнав факт проблем у збірної Мексики, через які мексиканці довгий час не могли виграти. Він також заявив, що не має наміру йти у відставку, оскільки вкладає всі свої сили у виступ збірної. Нападник Луїс Ернандес визнав, що вболівальники втратили довіру до збірної Мексики.

### ЗМІ
Засоби масової інформації Коста-Рики опублікували серію статей про перемогу: 17 червня газета «La Nación» на своєму сайті і в свіжому номері опублікувала статтю під заголовком «Ацтекасо!» (ісп. ¡Aztecazo!) з фотографіями Медфорда і Фонсеки, які святкували другий гол. З цього заголовку, схожим зі словом «Мараканасо», і був названий весь матч. Газета «Diario Extra» пожартувала над мексиканцями, опублікувавши статтю під заголовком «Ну що, пацани!» (ісп. ¡Quiúbole, manitos!).
Мексиканська газета «Reforma» назвала цю перемогу «антологічною» для Коста-Рики і відзначила, що на стадіоні «Ацтека» панувала атмосфера похорону, за винятком трибуни коста-риканців, які святкували перемогу. «El Universal» була короткою: у статті «Коста-Рика поховала Мексику» говорилося, що завдяки «Лос-Тікос» і Медфорду зі збірною Мексики вже ніхто не рахується у КОНКАКАФ. Агентство новин EFE повідомило, що збірну Коста-Рики вітав з перемогою присутній на матчі президент Коста-Рики Мігель Анхель Родрігес Ечеверрія. Мексиканські фанати, ошелешені поразкою збірної, після мовчання почали освистувати гравців і скандувати «Меса, йди!» і «Поверніть квитки!».
І в даний час всі спортивні аналітики вважають цю поразка збірної Мексики однією з найгірших ігор в її історії. 25 липня 2013 року Альберто Ернандес на телеканалі ESPN Deportes включив цю поразку в список 10 найбільш болючих поразок в історії збірної Мексики; Ден Фрідман з телеканалу Univisión назвав гру одним з найбільших принижень «Эль Три», а Хорхе Гарсія з газети «Milenio» зарахував 16 червня 2001 року до «чорних днів спорту Мексики».

## Наслідки
Набравши рекордні 23 очка, збірна Коста-Рики вийшла у фінальний етап чемпіонату світу 2002 року з першого місця. Через 4 дні після «Ацтекасо» збірна Мексики програла в гостях Гондурасу з рахунком 1:3, яке стало шостою поразкою поспіль для мексиканців, і Енріке Меса змушений був піти у відставку. Його наступником став Хав'єр Агірре, який допоміг Мексиці вийти на чемпіонат з 2-го місця, перемігши збірну Гондурасу в домашньому матчі 3:0. Коста-Рика на чемпіонаті світу не подолала груповий етап: у групі C вона перемогла збірну Китаю, зіграла внічию зі збірною Туреччини і програла Бразилії, а путівку в плей-оф Туреччина отримала за додатковими показниками. Мексика вийшла з групи G разом з Італією, з якої зіграла внічию, і випередила в групі команди Хорватії та Еквадору, а в 1/8 фіналу поступилася США.
Наступну перемогу над Мексикою Коста-Рика здобула тільки через 12 років, програвши за цей час Мексиці двічі з рахунком 2:0 у відборі на чемпіонат світу 2006 і 2010 років, а у відборі на чемпіонат світу 2014 року зазнавши поразки 0:1 і зігравши нульову нічию. 15 жовтня 2013 року на Національному стадіоні Коста-Рики з тим же рахунком 2:1 Коста-Рика перемогла Мексику і вийшла на чемпіонат світу в Бразилії, вибивши Мексику з боротьби за пряме попадання. З моменту голи Ернана Медфорда коста-риканці більше не забивали на «Ацтеці». Мексика ж програла потім ще двічі «Ацтеці» в товариських матчах збірних Парагваю та США.

### «Ацтекасо» Гондурасу
6 вересня 2013 року історичний успіх Коста-Рики повторила і збірна Гондурасу, обігравши з рахунком 2:1 команду Мексики і майже повністю повторивши дії коста-риканців. За збігом, Гондурас точно так само пропустив швидкий гол, але відігрався у другому таймі і втримав перемогу. Мексиканська газета Récord зазначила, що воротар Хесус Корона пропустив гол Джеррі Бенгтсона через власну помилку, як і Освальдо Санчес допустив помилку перед голом Ернана Медфорда. В іспаномовній пресі цю поразку назвали також «Ацтекасо», але з написанням Haztecazo (оригінальна назва матчу в Коста-Риці — Aztecazo), де буква H була першою від самоназви країни Honduras і за правилами іспанської мови не читалася.
| 6 вересня 2013 20:30 (UTC-5) |

| Мексика           | 1–2      | Гондурас                      |
| ----------------- | -------- | ----------------------------- |
| Орібе Перальта 6' | Протокол | Bengtson 63' Карло Костлі 66' |

| «Ацтека», Мехіко Глядачів: 73,981 Арбітр: Роберто Морено Саласар |

| Mexico | Honduras |